# 88th Regiment of Foot (1779–1783)
Das 88th Regiment of Foot war ein Infanterie-Regiment der British Army, das von 1779 bis 1783 bestand.

## Geschichte
Das Regiment wurde während des Amerikanischen Unabhängigkeitskrieges am 12. Oktober 1779 in Worcestershire aufgestellt. Das Regiment trug scharlachrote Uniformen mit hellgelben Aufschlägen. Colonel des Regiments war ab Oktober 1779 Thomas Keating. Das Regiment wurde ab November 1779 auf Jamaika stationiert und nahm in der Folgezeit an den Kämpfen um Puerto Rico, Grenada, Dominica und St. Vincent teil. Das Regiment kehrte 1781 nach England zurück und wurde dort nach Abschluss des Vorfriedens zum Friedens von Paris 1783 aufgelöst.